# Schweizer Bankwesen
Das Schweizer Bankwesen zählt zu den bedeutendsten der Welt. Sein guter Ruf basiert auf der politischen und wirtschaftlichen Stabilität der Schweiz und der Hauptaktivität der Vermögensverwaltung sowie der vergleichsweise konservativen und nachhaltigen Anlage.

## Bedeutung für den Finanzplatz Schweiz
Der gesamte Finanzsektor (inklusive Versicherungen) erbrachte 2009 11 % der Bruttowertschöpfung der Schweiz (CHF 59,1 Mrd.). Davon steuerte der Bankensektor CHF 35,9 Mrd. zur Wertschöpfung bei, was einem Anteil von 6,7 % vom Bruttoinlandsprodukt (BIP) entspricht. Der inländische Personalbestand im Bankensektor lag im Jahr 2009 bei 135'900 Personen. Die in der Schweiz verwalteten Vermögen beliefen sich 2009 auf CHF 5'600 Mrd., davon entfielen CHF 3'000 Mrd., etwa 54 %, auf ausländische Kunden. Im grenzüberschreitenden Vermögensverwaltungsgeschäft ist die Schweiz mit einem Marktanteil von 25 % Weltmarktführer.
Im Jahr 2021 erbrachte der Finanzplatz Schweiz (inklusive Versicherungen) noch 9 % der Bruttowertschöpfung der Schweiz (CHF 66,9 Mrd.). Davon steuerte der Bankensektor CHF 36,4 Mrd. zur Wertschöpfung bei. Laut dem Global Financial Centres Index ist Zürich der grösste Finanzplatz in der Schweiz, gefolgt von Genf und Lugano.
Folgende Tabelle zeigt die Entwicklung der Wertschöpfung des Finanzstandorts Schweiz in Mrd. CHF: 
| Finanzstandort Schweiz        | 2013   | 2018  | 2024  |
| ----------------------------- | ------ | ----- | ----- |
| Finanzdienstleistungen        | 37,8   | 37,0  | 41,1  |
| Versicherungsdienstleistungen | 29,8   | 32,5  | 31,2  |
| Total                         | 67,6   | 69,5  | 72,3  |
| in % des BIP                  | 10,3 % | 9,8 % | 9,1 % |

Folgende Tabelle zeigt die Entwicklung der Beschäftigten in der Schweiz in Vollzeitäquivalenten: 
| Finanzstandort Schweiz        | 2013    | 2018    | 2024    |
| ----------------------------- | ------- | ------- | ------- |
| Finanzdienstleistungen        | 119'621 | 104'739 | 108'200 |
| Versicherungsdienstleistungen | 43'159  | 40'685  | 43'256  |
| damit verbundene Tätigkeiten  | 51'631  | 57'737  | 69'711  |
| Total                         | 214'411 | 203'161 | 221'167 |
| in % der Gesamtbeschäftigung  | 5,7 %   | 5,1 %   | 5,2 %   |

## Die grössten Banken der Schweiz
Die Tabelle zeigt die grössten Banken der Schweiz gemessen jeweils nach verschiedenen Kennzahlen per Ende 2018, wobei die Zahlen für Vontobel gemäss dem Jahresbericht 2023 aktualisiert wurden. Nebst den acht grössten Instituten nach Bilanzsumme enthält die Tabelle auch die Banken, die jeweils gemessen an den verwalteten Vermögen, dem Eigenkapital oder der Mitarbeiterzahl unter den grössten acht rangieren.
| Bank (auf Konzernebene) 1 | Hauptsitz        | Bilanzsumme (Mrd. CHF) | verwaltete Vermögen (Mrd. CHF) | Eigenkapital (Mrd. CHF) | Reingewinn (Mio. CHF) | Mitarbeiter |
| ------------------------- | ---------------- | ---------------------- | ------------------------------ | ----------------------- | --------------------- | ----------- |
| UBS                       | Zürich und Basel | 958,489                | 3'101                          | 52,93                   | 4'516                 | 66'888      |
| Credit Suisse             | Zürich           | 768,916                | 1'347                          | 43,922                  | 2'024                 | 45'680      |
| Raiffeisen Schweiz        | St. Gallen       | 225,333                | 14,2                           | 1,93                    | 42,5                  | 9'215       |
| Zürcher Kantonalbank      | Zürich           | 169,408                | 295,2                          | 11,9                    | 788                   | 5'087       |
| PostFinance               | Bern             | 118,173                | 119,8                          | 6,748                   | 229                   | 3'325       |
| Julius Bär                | Zürich           | 102,898                | 382,0                          | 28,4                    | 735                   | 6'693       |
| Banque Cantonale Vaudoise | Lausanne         | 47,863                 | 87,6                           | 3,522                   | 350                   | 1'896       |
| Migros Bank               | Zürich           | 44,679                 | 34,6                           | 3,857                   | 204                   | 1'344       |
| Basler Kantonalbank       | Basel            | 44,031                 | 12,3                           | 3,846                   | 103                   | 790         |
| Luzerner Kantonalbank     | Luzern           | 38,761                 | 29,0                           | 2,675                   | 200                   | 1'028       |
| Union Bancaire Privée     | Genf             | 32,571                 | 126,8                          | 2,303                   | 202                   | 1'781       |
| Vontobel                  | Zürich           | 29,146                 | 206,8                          | 2,092                   | 262,7                 | 2,274       |

1 sämtliche Zahlen 2018 auf Konzernebene, inklusive Tochtergesellschaften

## Die verschiedenen Bankengruppen
Die Schweizer Banken lassen sich grob in sechs Gruppen einteilen, es handelt sich hierbei um Grossbanken, Raiffeisenbanken, Kantonalbanken, Regionalbanken und Sparkassen, Börsen-, Effekten-, Vermögensverwaltungsbanken und Privatbankiers sowie um ausländisch beherrschte Banken. Daneben gibt es etliche, z. T. auch bekannte Banken, die ihren eigenen Platz in der Branche gefunden haben sowie PostFinance als Geschäftsbereich der Schweizerischen Post, die im Retail Banking eine sehr starke Position hat.
Der Personalbestand sämtlicher 246 Schweizer Banken lag 2019 bei 106'091 Vollzeitäquivalenten. 2021 waren es 107'478 Vollzeitäquivalente, davon 90'591 in der Schweiz.

### Die Grossbank
Die Grossbank UBS ist der grösste Bankkonzern der Schweiz und gehört zu den grössten der Welt. Sie tritt als global tätige Universalbank auf. Im Gegensatz zu vielen ausländischen Instituten ist sie selbst im inländischen Retail Banking landesweit die gewichtigste, auch wenn regional vor allem die Raiffeisenbanken und die Kantonalbanken einen höheren Marktanteil haben. Im Verlauf der Zeit hat die UBS etliche, auch traditionsreiche Banken übernommen und in ihren eigenen Konzern aufgelöst oder zu spezialisierten Einheiten umorganisiert und eingegliedert (1990: Bank Leu; 1993: Schweizerische Volksbank; 1997: Fusion Schweizerische Bankgesellschaft (SBG) / Schweizerischer Bankverein (SBV); 2023: Credit Suisse). Der Personalbestand der damals noch zwei Grossbanken lag 2019 bei 35'549 Vollzeitäquivalenten und 2021 bei 35'810 Vollzeitäquivalenten, davon 22'914 in der Schweiz.

### Raiffeisenbanken
Die 218 selbständigen Raiffeisenbanken sind solidarisch in Raiffeisen Schweiz zusammengeschlossen, in deren Rahmen sie gegenseitig haften. Raiffeisen Schweiz koordiniert die Aktivitäten der Gruppe, schafft Rahmenbedingungen für die Geschäftstätigkeit der örtlichen Raiffeisenbanken (beispielsweise IT, Infrastruktur, Refinanzierung) und berät und unterstützt sie in sämtlichen Belangen. Das Tätigkeitsgebiet der Raiffeisenbanken liegt traditionell im lokalen Retail Banking und in der Kreditvergabe an örtliche kleine und mittlere Unternehmen. Raiffeisen Schweiz ist die drittgrösste Bankengruppe der Schweiz.
Der Personalbestand sämtlicher Raiffeisenbanken lag 2019 bei 9'295 Vollzeitäquivalenten. 2021 waren es 9'729 Vollzeitäquivalente, davon 9'729 in der Schweiz. Bis 2024 ist die Anzahl der Vollzeitstellen auf 10'643 gestiegen.

### Kantonalbanken
Hauptartikel: Kantonalbank
Zusammengenommen würden die 24 Kantonalbanken die drittgrösste Bankengruppe der Schweiz bilden. Doch im Gegensatz zu den Raiffeisenbanken bilden die Kantonalbanken keine Bankengruppe, sondern sind rechtlich und wirtschaftlich absolut selbständige und z. T. konkurrierende Banken. Ihr Tätigkeitsgebiet liegt traditionell im Retail Banking und Bankgeschäft für kleine und mittlere Unternehmen innerhalb des eigenen Kantonsgebietes. Einzelne Kantonalbanken, wie die Zürcher Kantonalbank und die Banque Cantonale Vaudoise, haben ihr Tätigkeitsgebiet auf die Vermögensverwaltung und auf das Investmentbanking ausgedehnt und sich so wichtige zusätzliche Ertragspfeiler geschaffen. Die Zürcher Kantonalbank ist die mit Abstand grösste Kantonalbank und macht rund ein Viertel der Bilanzsumme bzw. des Personalbestandes sämtlicher Kantonalbanken aus. Die Zürcher Kantonalbank ist damit die viertgrösste Bank der Schweiz.
Der Personalbestand sämtlicher Kantonalbanken lag 2019 bei 17'585 Vollzeitäquivalenten. 2021 waren es 18'102 Vollzeitäquivalente, davon 18'091 in der Schweiz.

### Regionalbanken und Sparkassen
Hauptartikel: Regionalbanken und Sparkassen (Schweiz)
Das Tätigkeitsgebiet der Regionalbanken liegt traditionell ebenfalls im lokalen Retail Banking. 36 der 63 Schweizer Regionalbanken und Sparkassen sind dem Verband Schweizer Regionalbanken, der RBA-Gruppe, angeschlossen. Die der Holding angeschlossenen Banken agieren jedoch weiterhin als selbständige Institute.
Die übrigen 27 Regionalbanken, darunter vier der insgesamt fünf grössten Regionalbanken der Schweiz, sind nicht der RBA-Holding angeschlossen. Einige von ihnen wurden im Verlauf der Zeit von Finanzkonzernen übernommen und werden als selbständige Geschäftsbereiche innerhalb des Konzerns geführt. Hierzu gehört(e) die grösste Regionalbank der Schweiz, die Neue Aargauer Bank, als Tochtergesellschaft der Credit Suisse Group, sowie die drittgrösste, die Baloise Bank SoBa, als Tochtergesellschaft der Bâloise-Holding.
Der Personalbestand sämtlicher Regionalbanken und Sparkassen lag 2019 bei 3'978 Vollzeitäquivalenten. 2021 waren es 3'640 Vollzeitäquivalente, davon 3'640 in der Schweiz.

### Börsen-, Effekten-, Vermögensverwaltungsbanken
Die Schweizer Börsen-, Effekten-, Vermögensverwaltungsbanken und Privatbankiers haben eine bis über 250-jährige Tradition und gelten als die eigentlichen Väter des Schweizer Finanzplatzes. Diese lassen sich heute in zwei Gruppen aufteilen. Auf der einen Seite sind es die eigentlichen Privatbankiers, welche keine Gesellschaft bilden, sondern heute noch als private Bankiers tätig sind und mit ihrem guten Ruf und ihrem gesamten privaten Vermögen haften. Die beiden mit Abstand grössten unter ihnen sind Pictet & Cie sowie Banque Lombard Odier & Cie, die gemessen an den verwalteten Vermögen hinter UBS und Julius Bär zu den grössten Vermögensverwalterinnen der Schweiz gehören. Auf der anderen Seite sind die Privatbanken, die ursprünglich ebenfalls Privatbankiers waren, im Verlauf der Zeit in eine Gesellschaft umgewandelt wurden. Die mit Abstand grösste unter ihnen ist die traditionsreiche Julius Bär, welche, gemessen an den verwalteten Vermögen von CHF 406 Mrd., die viertgrösste Vermögensverwalterin und gemessen an der Bilanzsumme die achtgrösste Bank der Schweiz ist.

### Ausländische Banken
Auf dem Bankenplatz Schweiz haben sich auch etliche ausländische Banken niedergelassen, oft durch Eröffnung einer eigenen Filiale, Übernahme einer bereits bestehenden Bank oder Gründung einer eigenen Tochtergesellschaft. Die Filialen ausländischer Banken sind wirtschaftlich und rechtlich keine eigene Rechtspersönlichkeiten in der Schweiz, sondern sind ihren Muttergesellschaften unterstellt. Die ausländisch beherrschten Banken sind mehrheitlich in der Vermögensverwaltung sowie im Investmentbanking tätig, haben ihre Sitze vor allem in Zürich oder Genf und spielen eine wichtige Rolle auf dem Finanzplatz Schweiz. Die beiden grössten in der Gruppe der übrigen Banken, zu welchen die ausländisch beherrschten Banken gehören, die HSBC Private Bank (Suisse) und die BNP Paribas (Suisse), sind, gemessen an der Bilanzsumme von CHF 58,3 Mrd. bzw. 38,5 Mrd., die fünft- bzw. sechstgrösste Bank der Schweiz. Crédit Agricole (Suisse) ist die drittgrösste ausländisch beherrschte und insgesamt die neuntgrösste Bank der Schweiz. Mit einem Anteil von 17 % sind die ausländischen Banken hinter den Grossbanken aber vor den Kantonalbanken die zweitwichtigsten Arbeitgeber der Bankbranche.

### Sonstige Banken
Neben den in den oben genannten Gruppen eingeteilten Banken gibt es noch etliche weitere, manche davon haben sich eine eigene Nische geschaffen. Als Beispiele sind die im Retail Banking tätige Migros Bank, Tochtergesellschaft des Detailhandelskonzerns Migros, die ebenfalls im Retail Banking tätige Bank Cler, bei der heute die Basler Kantonalbank Mehrheitsaktionär ist, die aber zuvor Tochtergesellschaft des Detailhandelskonzerns Coop war, die in der Vermögensverwaltung und im Kreditkartengeschäft tätige Cornèr Bank, die genossenschaftlich organisierte WIR Bank oder auch die nach ökologisch und sozialen Grundsätzen tätigen Banken Alternative Bank Schweiz und Freie Gemeinschaftsbank zu nennen.

### PostFinance als Spezialfall
PostFinance ist eine Tochtergesellschaft der Schweizerischen Post und als privatrechtliche Aktiengesellschaft organisiert. Der Auftrag von PostFinance ist die Grundversorgung mit Dienstleistungen des Zahlungsverkehrs. Seit 2013 verfügt sie über eine Banklizenz, darf aber keine Kredite und Hypotheken an Dritte vergeben.

## Geschichte
Das Bankenwesen in der Schweiz nahm seinen Anfang bereits im späten Mittelalter. 1750 wurde die heutige Privatbank Rahn+Bodmer in Zürich gegründet, die älteste noch existierende Bank der Schweiz. 1754 folgte die Gründung der Bank Leu et Compagnie, ebenfalls mit Sitz in Zürich. 1825 wurde die DC Bank Deposito-Cassa der Stadt Bern gegründet, welche noch im selben Jahr die ersten Banknoten in der Schweiz herausgab. 1848 wurde das Finanzdepartement gegründet, mit dem Bundesrat Josef Munzinger als ersten Vorsteher. Mit dem «Bundesgesetz über das eidgenössische Münzwesen» vom 7. Mai 1850 wurde der Schweizer Franken als Währung der Schweiz eingeführt. Im Jahr 1853 wurde in Genf die Banque Générale Suisse geschaffen, die bis 1869 existierte, 1856 wurde die Schweizerische Kreditanstalt in Zürich gegründet. 1865 war die Schweiz Mitgründerin der Lateinischen Münzunion. 1906 wurde die Schweizerische Nationalbank gegründet und 1912 die Schweizerische Bankiervereinigung. 1934 wurde das Schweizer Bankgeheimnis geschaffen. Seit dem Zweiten Weltkrieg hat die Unternehmenskonzentration unter den Banken stark zugenommen. 1967 wurde in Zürich der erste Schweizer Bankautomat in Betrieb genommen. Als 1991 die Spar- & Leihkasse Thun in Thun kollabierte, gab es denn bis anhin letzten klassischen Bankansturm in der Schweiz. Seit 1992 ist die Schweiz Mitglied der Weltbankgruppe. 2002 wurde der Schweizer Finanzplatz dem Continuous Linked Settlement angeschlossen. Während der Weltfinanzkrise 2007–2008 musste die UBS mit Staatsgeldern gerettet werden. 2008 wurde die SIX Group gegründet. Am 1. Januar 2009 nahm die Eidgenössische Finanzmarktaufsicht (kurz: Finma) ihre Tätigkeit auf. Um Mitte der 2010er-Jahre begannen sich die ersten Mobile-Payment-Apps auf dem Markt auszubreiten, wobei sich Twint als Lösung der Schweizer Banken durchsetzen konnte. Im Jahr 2020 hat die Neobank Yapeal von der Finma die erste Schweizer Fintech-Lizenz (Fintech-Bewilligung) erhalten. Yapeal erhält somit, wie die klassischen Banken, Zugang zum SIC-System und zu den Girokonten der Schweizerischen Nationalbank. Im gleichen Jahr wurde die QR-Rechnung eingeführt. Im März 2023 fielen die Aktien der Credit Suisse erstmals unter den Wert von zwei Franken. Wenige Tage später wurde bekannt, dass die Credit Suisse von der UBS übernommen wird. Die Volumen der Inlandskredite verschoben sich weiter, wie bereits seit der Weltfinanzkrise 2007–2008, hin zu den Raiffeisen- und Kantonalbanken. Am 13. Juni 2024 hat die Finma den Konkurs über die FlowBank SA eröffnet.

## Kritik
Kritiker werfen dem Bankenplatz Schweiz vor, er begünstige durch das Schweizer Bankgeheimnis Geldwäscherei und Steuerflucht. Um diesem schlechten Ruf entgegenzuwirken, hat die Schweiz 1998 ein Anti-Geldwäscherei-Gesetz erlassen. Bereits 1991 wurden die Banken von der Eidgenössischen Bankenkommission (EBK) verpflichtet, bei allen neuen Kontoeröffnungen sowie für alle bestehenden Konten die wirtschaftlich Berechtigten des Kontos zu ermitteln. Die Schweiz wird im Schattenfinanzindex 2020 des Tax Justice Networks auf Platz drei gelistet. Dies geschah, nachdem auf ausländischen Druck hin das Bankgeheimnis für ausländische Einlagen generell stark gelockert worden war.